# Hypselospinus
Hypselospinus – rodzaj ornitopoda z grupy iguanodontów (Iguanodontia) żyjącego we wczesnej kredzie na obecnych terenach Europy. Gatunkiem typowym jest H. fittoni, opisany w 1889 roku przez Richarda Lydekkera na podstawie trzech niekompletnych czaszek oraz kości szczęk odkrytych w osadach grupy Wealden w hrabstwie East Sussex w Wielkiej Brytanii. Początkowo Lydekker zaliczył ten gatunek do rodzaju Iguanodon, jednak zostało to zakwestionowane przez późniejszych autorów, m.in. Paula oraz Naisha i Martilla, według których I. fittoni nie jest blisko spokrewniony z Iguanodon bernissartensis, będącym gatunkiem typowym rodzaju, a tym samym nienależący do tego samego rodzaju. Paul uznał I. fittoni za Ornithopoda incertae sedis, stwierdzając, że status tego gatunku nie jest w pełni jasny. W 2010 roku David B. Norman ukuł dla niego nową nazwę rodzajową Hypselospinus.
Jego pozycja filogenetyczna w obrębie Iguanodontia jest niepewna. Z analizy McDonalda, Barretta i Chapman (2010) wynika, że był on bazalnym przedstawicielem kladu Styracosterna (obejmującego ornitopody bliżej spokrewnione z parazaurolofem niż z kamptozaurem) nienależącym do grupy Hadrosauriformes (obejmującej ostatniego wspólnego przodka parazaurolofa i iguanodona oraz wszystkich jego potomków). Z późniejszej analizy McDonalda i współpracowników (2012) wynika natomiast przynależność Hypselospinus do Hadrosauriformes; na drzewie zgodności wygenerowanym metodą konsensusu Adamsa H. fittoni jest jednym z najbardziej bazalnych przedstawicieli Hadrosauroidea (sensu Sereno 1998, czyli kladu obejmującego taksony bliżej spokrewnione z parazaurolofem niż z iguanodonem), pozostającym w nierozwikłanej trychotomii z kladem obejmującym Mantellisaurus atherfieldensis i okaz oznaczony NHMUK R3741 oraz z kladem obejmującym wszystkie pozostałe hadrozauroidy.
Wiek osadów, z których wydobyto szczątki Hypselospinus, ocenia się na walanżyn, około 141–137 mln lat. Odkryto tam również skamieniałości iguanodonta Barilium dawsoni, dawniej także zaliczanego do rodzaju Iguanodon.
Carpenter i Ishida (2010) nazwali nowy rodzaj Wadhurstia, którego gatunkiem typowym uczynili Iguanodon fittoni. Ponieważ Hypselospinus i Wadhurstia mają ten sam gatunek typowy, Wadhurstia jest młodszym synonimem Hypselospinus.